# 紅幇
紅幇（ほんぱん）は、中国の秘密結社。同時期に存在した青幇と対のようにいわれる民間発祥の秘密結社である。
広義の紅幇は哥老会と天地会の2つの幇会の総称となっているが、狭義には長江中下流域の哥老会に限定して呼ばれる場合が多い。

## 概要
天地会は乾隆帝の時代に、主に華南を中心に東南アジアにかけて客家の地域で発展した。1786年の台湾の羅漢党による林爽文の乱によって天地会の存在は内外に知れ渡った。
哥老会は清朝前半期に、四川省を中心とした内陸部に起こった沿海部から流入した移民と土着の組織が融合したものとも、内陸部の水運業者が母体となったとも言われ、白蓮教徒の乱を経て哥老会として成立した。太平天国の乱の際に反革命軍の湘軍・淮軍のなかには哥老会が多く含まれ、乱の終結とともに解散した兵士たちの助力によって長江中下流域に勢力を拡大していった。やがて哥老会は長江下流域や大運河帯を巡って糧船水手など他の幇会と抗争をするようになった。一般社会では青幇と区別するために哥老会を紅幇と呼んだ。
19世紀中葉には内陸水運が衰退しはじめ、紅幇の経済基盤はアヘンの流通に移っていった。諸情勢の変化から青幇との共存や連携の関係が生まれ、1899年には青幇の首領徐宝山と紅幇の首領任春山が異姓兄弟の結拝を行い、互いが相手の幇に入会するに至った。
辛亥革命を経て、四川の哥老会系紅幇は軍閥化への道をたどる。日中戦争において蔣介石が重慶に政府を移したとき、多くの哥老会系紅幇が政府に協力した。一方、上海の天地会系紅幇は小刀会起義以後勢力が衰え、青幇に併呑された状態となった。

## フィクション
漫画『蒼天の拳』に登場する「紅華会」のモデル。
漫画「満州アヘンスクワッド」
拳児　-　作中で天地会が登場する。
龍-RON-